# Anders Eriksson (ishockeyspelare född 1975)
Anders Eriksson, född 8 januari 1975 i Bollnäs, Hälsingland, är en svensk före detta ishockeyspelare som senast spelade med Modo Hockey 2011.
Han draftades av Detroit Red Wings som deras första val, 23:e totalt, i NHL Entry Draft 1993. Eriksson har totalt spelat i 8 NHL-klubbar, vilket innebär att han är den svensk som har spelat i flest klubbar i NHL. Han är yngre bror till den före detta ishockeyspelaren Jörgen Eriksson.

## Meriter
- Lill-Strimmas stipendium som bäste back i TV-pucken 1990
- JSM-guld 1992, 1993
- U18 SM-guld 1992, 1993
- U18 EM-guld 1993
- JVM-silver 1994
- Årets Junior i svensk hockey 1995
- JVM-brons 1995
- All Star Team JVM 1995
- Stanley Cup-vinnare med Detroit Red Wings 1998
- VM-brons 1999

## Klubbar
- Bollnäs IS  Moderklubb
- Modo Hockey 1992/93 - 1994/95
- Detroit Red Wings och Adirondack Red Wings 1995/96 - 1998/99
- Chicago Blackhawks 1998/99 - 2000/01
- Florida Panthers 2000/01 - 2001/02
- Toronto Maple Leafs och St. John's Maple Leafs 2001/02 - 2002/03
- Columbus Blue Jackets och Syracuse Crunch 2003/04
- HV71 2004/05
- Springfield Falcons 2005/06
- Metallurg Magnitogorsk 2005/06
- Columbus Blue Jackets 2006/07
- Calgary Flames 2007/08
- Quad City Flames 2008/09
- Phoenix Coyotes 2009/2010
- New York Rangers 2009/2010
- Timrå IK 2010
- Modo Hockey 2010/2011